# Povest
Povest je daljše (srednje dolgo), večinoma prozno literarno delo, ki je umetniško manj pomembno. Opisuje predvsem zunanje dogodke, v katerih nastopa več oseb, vendar pa pisatelja zanimata zlasti ena ali dve osebi, toda niti v življenja teh se ne poglablja. Tudi narava ni važna, vsa pripoved je usmerjena na zgodbo samo. Povest je napisana preprosto in nazorno. Konec je predvidljiv in navadno srečen. Povest je namenjena preprostemu človeku. Sama zgodba pa navadno kratkočasi in etično vzgaja. Pisatelj to doseže navadno tako, da ponazori kako misel z vzgledom iz življenja ter nato moralno jedro dokaže z zgodbo. Po vsebini so povesti zelo različne in razširjene pri vseh ljudstvih.
Prvo slovensko izvirno povest Sreča v nesreči (1836) je napisal Janez Cigler. Druga klasična slovenska povest pa je Levstikov Martin Krpan. Med ostalimi avtorji povesti pa so na Slovenskem v ospredju še: Fran Erjavec (Ni vse zlato, kar se sveti), Janez Mencinger, Josip Jurčič (Sosedov sin), Fran Milčinski (Ptički brez gnezda), Fran Saleški Finžgar (Dekla Ančka), Ksaver Meško, Ivan Prijatelj, France Bevk, Anton Ingolič, Miško Kranjec in drugi.